# ويلر أرنولد
ويلر أرنولد (بالإنجليزية: Weller Arnold)‏ (23 سبتمبر 1882 في أستراليا - 28 أكتوبر 1957) هو لاعب كريكت أسترالي. لعب مع فريق تسمانيا للكريكت.

## وصلات خارجية
- ويلر أرنولد على موقع إي آس بي آن كريك إنفو (الإنجليزية)